# Movima (peuple)
Pour la langue, voir Movima.
Les Movima sont une ethnie amérindienne de l'Amazonie bolivienne comptant entre 6 515 et plus de 10 000 membres vivant au centre du département de Beni . 
Leur langue, le movima constitue un isolat.